# Vizantea Răzășească
Vizantea Răzășească – wieś w Rumunii, w okręgu Vrancea, w gminie Vizantea-Livezi. W 2011 roku liczyła 671
mieszkańców.